# 3077 Henderson
3077 Henderson eller 1982 SK är en asteroid i huvudbältet som upptäcktes den 22 september 1982 av den amerikanske astronomen Edward L.G. Bowell vid Anderson Mesa Station. Den är uppkallad efter den skotske astronomen Thomas Henderson.
Asteroiden har en diameter på ungefär 5 kilometer.